# سلمستون
سلمستون (به انگلیسی: Selmeston) یک روستا و محله مدنی در بریتانیا است که در Wealden واقع شده‌است. سلمستون ۶٫۷ کیلومتر مربع مساحت و ۱۵۹ نفر جمعیت دارد.